# La Rivière (film, 2023)
Pour les articles homonymes, voir La Rivière.
Pour plus de détails, voir Fiche technique et Distribution.
La Rivière est un film documentaire français réalisé par Dominique Marchais et sorti en 2023.

## Fiche technique
- Titre : La Rivière
- Réalisation : Dominique Marchais
- Scénario : Dominique Marchais
- Photographie : Martin Roux
- Montage : : Camille Lotteau
- Son : Mikael Kandelman et Guillaume Valeix
- Mixage : Romain Ozanne
- Pays de production :  France
- Production : Zadig Films
- Distribution : Météore Films
- Genre : Documentaire
- Durée : 104 minutes
- Dates de sortie : France - 3 juillet 2023 (Festival de La Rochelle)[1] ; 22 novembre 2023 (sortie nationale)

## Distinctions

### Récompense
- Prix Jean-Vigo 2023[2]

## Sélections
- Festival La Rochelle Cinéma 2023
- Festival international du film indépendant de Bordeaux 2023[3]
- Rencontres Cinéma de Gindou 2023
- Punto de vista 2024, Pamplona, Mention spéciale.
- En ville! 2024, Bruxelles, Mention spéciale du jury.
- Festival international d'Ouzoud 2024, Maroc.
- Festival de Morelia 2024, Mexique.